# Азовское сидение
«Азо́вское сиде́ние» — оборона Азова донскими и запорожскими казаками от турецкой армии в 1637—1642 годах.

## Предыстория
В шестнадцати километрах от устья Дона на левом берегу реки возвышается высокий холм, бывший удобным местом, чтобы контролировать выход к Азовскому морю. Ещё в 3 веке до н. э. греки основали здесь город Танаис, в X—XI веках этот город входил в состав Тмутараканского княжества Киевской Руси, затем был захвачен половцами, потом стал одним из городов Золотой Орды. В XIII—XV веках здесь располагалась богатая итальянская колония Тана.

### Турецкая экспансия
В 1471 году город захватили турки и превратили его в мощную крепость, которая контролировала степные просторы Нижнего Дона и Северного Кавказа. Высокая каменная стена с 11 башнями опоясывала холм. Предместья прикрывались рвами и земляными валами. Крепость защищал четырёхтысячный гарнизон пехоты, имевший свыше 200 пушек.

### Набеги крымцев
Крымские ханы, являясь вассалами османских султанов, в то же время считали себя наследниками Золотой Орды и периодически получали выплаты («поминки») у русских царей вплоть до 1700-го года, когда был подписан Константинопольский мир. Крымско-ногайские набеги обескровливали Русское государство.
Весной 1637 года султан Мурад IV решил с помощью крымской конницы нанести удар по Ирану, с которым Турция находилась в состоянии войны. Султанский двор рассчитывал, что после заключения в 1634 году мирного договора с Речью Посполитой с севера турецким владениям ничто не угрожает, а Русское государство, ослабленное Смоленской войной, тоже не предпримет наступательных действий. Поэтому против шаха была брошена султанская армия и привлечены войска крымского хана.

### Набеги казаков на Азов
Казаки часто сами набегали на Азов и его предместья, опустошали их и в случае успеха брали с азовцев дань деньгами, солью, рыболовными снастями. Турецкие отряды из Азова, в свою очередь, разоряли казачьи городки. В 1574 году казаки захватили предместье Азова, взяв много пленных, в том числе шурина султана. В 1625 году им удалось ворваться в крепость, из которой они с трудом были вытеснены. Особая башня (каланча) в устье Дона, прикрывавшая пушечным огнём выход в море, была разрушена донцами. В 1634 году Азовская крепость подверглась совместному нападению донских и запорожских казаков. Казаки приступом взяли наугольную башню, однако башенные стены обвалились и камни засыпали вход в город. Когда турецкая армия сосредоточила все свои силы в Иране, а крымская конница была втянута в войну с буджакским мурзой Кантемиром, население Приазовья, Причерноморья и Стамбула ожидало повторения молниеносных казачьих набегов.

## Захват крепости казаками в 1637 году

### Решение войскового круга
Решение о походе на Азов было принято войсковым кругом в январе 1637 года. Возможно, было отправлено письмо запорожцам с просьбой о помощи. К весне в низовые донские городки стали собираться воины. Всего собралось около 4,5 тыс. человек. Вместе с донскими казаками «добывать Азов» отправились немало торговых людей и судовых работников, задержавшихся на Дону и пожелавших принять участие в казачьем мероприятии, а также около тысячи запорожцев, ранее рассчитывавших на совместный с донцами поход на море. В Монастырском городке большой казачий круг определил день выступления и план осады Азова. Походным атаманом круг избрал Михаила Татаринова. Как позже сообщили казаки царю Михаилу Фёдоровичу: «Пошли мы, холопи твои, переговоря меж собой, под Азов, потому… что они, азовские люди, на нас… умышляли, крымскому царю написали для рати, чтобы нас… с Дону перевесть, а Дон реку очистить». Указывали казаки и на то, что через Азов, ставший одним из главных центров работорговли в регионе, в басурманскую неволю турки отправляли «множество христианского народу», пленённого в ходе набегов.
Пешие казаки отправились в поход по реке на судах, конные — вдоль берега.

### Захват крепости казаками
Осада крепости началась 21 апреля 1637 года. Предварительно донцы воздвигли вокруг Азова укрепления: вырыли рвы, соорудили почти вплотную к азовским каменным стенам насыпи, так что можно было бросать в осажденных камнями. Потянулись длительные дни осады с перестрелками, попытками донцов разрушить стены пушечным огнём, отражением вылазок осажденных.
Азов защищала тройная линия каменных укреплений с 11 башнями. Первыми были стены Топракова города (Топрак-кала), вторыми — Ташкалова города (Таш-кала), третьими — стены собственно Азова. Опоясывал крепость вымощенный камнем ров шириной в 4 и глубиной в 1,5 сажени. Все эти стены особой мощностью не отличались, однако малокалиберная артиллерия казаков их могла лишь повредить, но не разрушить.
22 мая из Воронежа царский посланник дворянин Степан Чириков привёл караван судов из 49 стругов, с которым прибыло «государево жалованье» (порох, по 50 пушечных ядер к 84 пищалям, сукна, 2 тыс. рублей).
Осада продолжалась. Огнём из пушек удалось повредить крепостные сооружения, но все же эти разрушения не были столь велики, чтобы можно было начать штурм. Сделали подкоп, рыли около месяца. Первая попытка оказалась неудачной (подкоп прошёл мимо стены), зато вторая полностью удалась. Рано утром 18 июня мощный взрыв образовал пролом в стене Топракова города на 10 саженей (более 20 метров). Через этот проход донцы во главе с Михаилом Татариновым ворвались в крепость. Одновременно с противоположной стороны казаки забрались на стены по штурмовым лестницам. На улицах Азова разгорелась кровопролитная рукопашная схватка, длившаяся три дня. Особенно тяжело было штурмовать четыре башни, где засело по 30-50 человек в каждой. В одной из башен азовцы отбивались две недели.
При взятии Азова донцы дали свободу двум тысячам православных. К своим 94 пушкам казаки прибавили 200 больших, средних и малых пушек, захваченных в Азове.
Потери казаков составили около тысячи человек, которых с честью похоронили, пожертвовав «много казны» монастырям. Тела врагов сбросили в Дон, причём эта работа заняла неделю.
Степан Чириков убыл в Москву 16 июля 1637 года и уже в середине сентября сообщил в Посольском приказе о взятии Азова.

### Азов под властью казаков
Царское правительство заверяло султана в своей непричастности к казачьему походу. В послании Мураду IV русский царь называл казаков «ворами», за которых «мы… никак не стоим и ссоры за них никакой не хотим, хотя их, воров, всех в один час велите побить». Тем не менее в 1638 году московские власти отправили на Дон 100 пудов пороха и 150 пудов свинца, а также царское знамя.
К лету 1638 года казаки восстановили прежние укрепления. На башнях и стенах расставили пушки. Накопили годовой запас продовольствия. Для охраны Азова со стороны степей была создана конная стража численностью около 400 человек. Эти конники постоянно выезжали в разъезды на 10-20 верст.
Понесенные казаками потери восполнялись благодаря приходу сюда русских людей, а также запорожских казаков. Азов быстро превратился в крупный торговый город, в который приезжали с товарами русские, турецкие и иранские купцы. Опасаясь маскировавшихся под торговцев лазутчиков, казаки запретили торговлю внутри Азовской крепости.
1 августа 1638 года крымский хан по настоянию Стамбула осадил Азов, но на штурм так и не решился. В ходе вылазок казаки нанесли ему ряд поражений, отвергли его предложение за вознаграждение покинуть крепость, и он в конце октября был вынужден уйти.

## Начало «сидения»
В архивных источниках существует пробел, связанный с событиями 1641 года, поэтому события часто реконструировались историками на основании литературных источников (наподобие «Повести об Азовском сидении»), украшавших повествование патриотическим пафосом и приписывавших героям вымышленные речи. Достоверность содержащихся в этих источниках сведений является предметом дискуссий. Существуют, однако, и некоторые сторонние свидетельства, позволяющие восстановить в общих чертах ход столкновения.

### Силы турок
В январе 1641 года под стенами Азова внезапно появилось войско крымского хана. Для осады Азова султан Ибрагим I (занявший престол после смерти своего брата Мурада IV в 1640 году) собрал значительные силы. Сосредоточенный в Анапе турецкий флот состоял из 100 каторг, 80 больших и 90 малых судов. Стенобитных пушек, стрелявших ядрами весом до пуда, насчитывалось около сотни. Кроме янычар, крепость осаждали солдаты, набранные из арабов, греков, сербов, албанцев, венгров, валахов и других народностей, населявших земли, подвластные Османской империи. В турецкой армии находились также «городоемцы, приступныя и подкопныя мудрые вымышленники, славные многих государств измышленики» из Испании, Венеции, Франции и Швеции. То были мастера по разрушению крепостных сооружений. Общая численность турецко-татарских сил оценивалась современниками по-разному — более 120 тыс. (из них 50 тыс. татар, 10 тыс. черкесов, 20 тыс. янычар, 20 тыс. сипахов и «большее число» молдаван и валахов), 150 тыс. и даже 240 тыс. (из них 40-50 тыс. пеших воинов и 40 тыс. татарских и ногайских конников); для их перевозки понадобилось более 40 галер, часть воинов добиралась к месту осады по суше.

### Силы казаков
В Азове в начале 1641 года проживало около тысячи казаков. В крепость были пригнаны для пропитания 1200 голов быков, коров и лошадей. Круг постановил собираться в Азов казакам из всех городков, а уклонявшихся «грабить и побивать до смерти и в воду метать». После этого, ко дню появления врага в Азове собралось свыше 5 тыс. казаков и 800 женщин. Женщины наравне с мужчинами приняли самое деятельное участие в обороне крепости.
Среди защитников оказалось около тысячи запорожцев, которые пытались поставить себя в особое положение. Однако после того, как за своеволие донцы убили их атамана, они стали послушны войску и уже ничем из него не выделялись.
Таким образом, численность одной лишь турецкой армии (без крымцев) превышала азовский гарнизон в 6—8 раз, а в общем в 40—50 раз. Атаманами казаки избрали Осипа Петрова и Наума Васильева.

### Осада
7 июня 1641 г. турецко-татарские войска под командованием опытного полководца силистрийского губернатора Гусейн-паши со всех сторон обложили Азов. Большие турецкие корабли остались в море, а малые вошли в Дон и стали напротив Азова. Вблизи города осаждавшие вырыли траншеи и разместили в них пушки и готовых к атаке своих воинов. Укрытые в траншеях войска были недосягаемы для казачьей артиллерии. Турецкие командиры расположили против башен осадные пушки, прикрепив их цепями. Эта мера предосторожности была необходима, ибо казаки при вылазках порой увозили пушки с собой. Турки соблазняли за сдачу выкупом. Любопытен ответ казаков на слова турок о том, что от московского царя выручки и помощи они не дождутся: 
Ведаем, какие мы в Московском государстве на Руси люди дорогие, ни к чему мы там не надобны… А государство Московское многолюдно, велико и пространно… А нас на Руси не почитают и за пса смердящего. Отбегаем мы ис того государства Московского из работы вечныя, ис холопства невольного, от бояр и от дворян государевых… Кому об нас там потужить?.. А се мы взяли Азов город своею волею, а не государским повелением
К началу осады крепостные сооружения включали в себя три каменных города: крепость Азов и его предместья, «города» Топраков и Ташкалов. Протяженность каменных стен вокруг них составляла около 1100 метров. Ширина стены достигала 6 метров. Стены опоясывал ров, выложенный для прочности камнем, шириною 8 метров и глубиной 4 метра. Из Азовской крепости казаки тайно прорыли ряд подземных проходов, которые позволяли совершать им неожиданные для врага вылазки. Донцы заранее приготовили также подкопы для взрывов и ямы-ловушки. Османские войска дважды шли на приступ, но были отбиты с большими потерями. Уже на раннем этапе осады казаки начали рыть траншеи под позиции османских войск; подрыв нескольких таких траншей стоил жизни от 1 до 2 тыс. янычар.
После этого турецкие войска повели осаду крепости по всем правилам военного искусства. С конца июня по крепости велся непрерывный артиллерийский огонь из тяжёлых пушек, нанесший ей серьезные разрушения. Стены были разбиты во многих местах до основания. Из 11 башен уцелели только 3, да и те сильно пострадали от обстрела. Тогда казаки взорвали пороховые склады в наиболее угрожаемой части крепости. Спасаясь от пушечных ядер, казаки покинули дома и вырыли для жилья глубокие землянки. После столь сильного артиллерийского обстрела турки предприняли мощную атаку крепости. Удар численно превосходивших войск казакам было трудно отразить, и они оставили Топраков, переместившись в укрепления средневековой постройки. Донцов спасли заранее вырытые подземные траншеи. Согласно реляциям казаков, ежедневно османские войска расходовали от 700 до 1000 снарядов.

#### Насыпной вал
Турки стали насыпать земляной вал на уровне азовских стен и даже выше них. Рвы засыпали землёй и камышом. Постоянные казачьи вылазки мешали им закончить сооружение вала. Когда же наконец вал был воздвигнут, донцы провели под него подкоп и взорвали. Паши приказали соорудить новый вал, чуть подальше прежнего. С этой насыпи турецкая артиллерия в течение 16 суток днем и ночью вела обстрел городских стен и построек. Одновременно турки повели в сторону крепости около 17 подкопов. В конце июля казаки оставили средневековые укрепления и переместились в земляной форт и укрепленные подземные бункеры. Казаки рыли навстречу османским войскам свои ходы. Подземная война, в которой казаки активно использовали малокалиберное ручное огнестрельное оружие, окончилась поражением турецких войск (по заявлениям казаков, в этих стычках погибло до 20 тыс. османских войск).

#### Временная передышка
9 августа Хусейн-паша запросил у Стамбула пополнений в живой силе и материалах. Параллельно шли прямые переговоры между османскими войсками и казаками; согласно отчетам казаков, они отвергли предложение османов о сдаче крепости в обмен на 1 тыс. талеров для каждого её защитника (по другим данным, турки предлагали 12 тыс. золотых сразу и ещё 30 тыс. — после отступления казаков). Переговоры дали необходимую передышку гарнизону, который, по некоторым донесениям, к тому времени насчитывал лишь чуть более тысячи бойцов.

#### Помощь казакам
Несмотря на усиленную ханскую стражу по Дону, в Азов пробирались люди из казачьих городков. Казаки плыли под водой на спине с камышом во рту, держа оружие и одежду в кожаных мешках. Хану пришлось приказать перегородить Дон сплошным частоколом.

#### Последний штурм
В сентябре 1641 года, после подхода подкреплений, турецкие командиры решили прибегнуть к последнему средству. В надежде на численное превосходство своего войска они стали изматывать казаков непрерывными атаками днем и ночью. Пока одни турецкие части штурмовали крепость, другие отдыхали и готовились для последующей атаки. Малочисленный же казачий гарнизон бессменно должен был отражать яростный штурм врага. Всего было 24 приступа.
Однако нападавшие вновь были отбиты с большими потерями.

## Окончание Азовского сидения
Моральный дух осаждавших, несших большие потери, падал. В довершение один из казаков, притворившись перебежчиком, пробрался в османский лагерь и посеял страх, утверждая о наличии трех заминированных траншей прямо под позициями османских войск. Одну траншею удалось обнаружить, две другие не были найдены; в итоге, как сообщали свидетели со стороны турок, многие, не выдержав напряжения, «устрашась отошли». Эвлия Челеби писал, что донцы довели осаждающих «до крайности». Несмотря на планы отступить зимой в Крым и возобновить осаду в следующем году, уже 26 сентября ввиду затруднений с поставками запасов и провианта турецкая армия сняла осаду. По сообщениям казаков, османские офицеры утверждали, что никогда ранее не испытывали такого позора; один из них заявил, что «малые, худые люди», которыми в глазах османов были казаки, причинили им ущерб, превышавший нанесенный османским войскам персидской армией под Багдадом.
За время осады, длившейся свыше трех месяцев, турецко-татарская армия понесла большие потери: согласно данным османских перебежчиков, потери составили 70 тыс., русские дипломаты оценивали их в 30-50 тыс., среди современников осады фигурировала также оценка потерь османов в 41 тыс. (11 тыс. янычар (8 тыс. при осаде и 3 тыс. при отступлении), 3 тыс. сипахов, 20 тыс. молдаван и валахов, 7 тыс. татар). Историк Ю. А. Тихонов оценивает потери турецких сухопутных войск в 15 тыс., татарских — в 7 тыс., османского флота — в 3 тыс. человек. Так или иначе, согласно большинству оценок, османские войска потеряли около трети живой силы. Серьёзный урон понесли и казаки: около 3 тыс. были убиты, многие были ранены и впоследствии скончались. Султанское правительство деятельно стало готовить новое наступление.

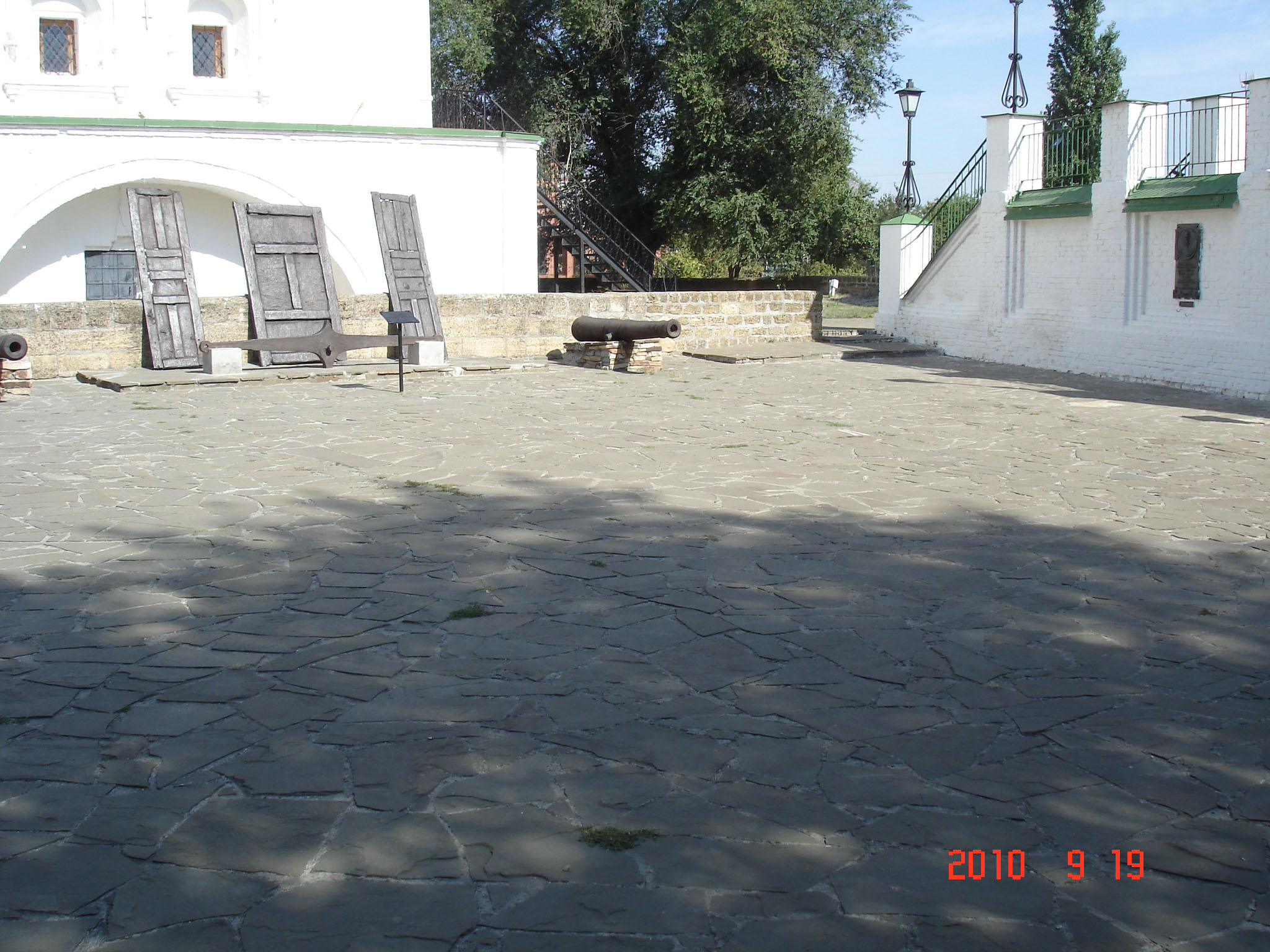
Площадь перед Воскресенским собором, с трофеями на ней

Несмотря на одержанную победу, Войско Донское перед зимой 1641—1642 годов оказалось в тяжёлом положении. Людские потери, разрушенные укрепления города, отсутствие продовольственных и иных запасов — все это надо было принять во внимание в случае повторения турецкого похода. Казаки во главе с атаманом Наумом Васильевым, одним из героев «сидения», прибыв в конце октября 1641 года в Москву, предложили царю взять Азов «под свою руку» и поставить там гарнизон. Неизбежность нового турецкого нападения на Азовскую крепость не вызывала сомнений. Оказание лишь материальной помощи казакам в создавшихся условиях не спасало положения. Надо было послать в Азов русские войска и восстанавливать крепость, иными словами — начинать войну с Турцией, не ликвидировав угрозы Москве с запада. Земский Собор принял решение оставить Азов. Летом 1642 года казаки ушли из крепости, разрушив оставшиеся укрепления. В течение семи месяцев турки построили на месте разрушенного города новую крепость.
Трофеи Азовского сидения — створки ворот крепости, две калитки и коромысло городских торговых весов, — в настоящее время хранятся возле колокольни войскового Воскресенского собора станицы Старочеркасской.

## В литературе
- Оборона Азова описана в «Повести об Азовском осадном сидении донских казаков» — выдающемся литературном памятнике XVII века, созданном одним из её участников около 1641 года.
- Пётр Краснов, повесть «Всё проходит».
- Василий Веденеев, роман «Дикое поле».
- Владислав Бахревский, роман «Свадьбы».
- Мирошниченко Г. И., романы «Азов», «Осада Азова».
- Ансамбль казачьей песни «Казачий кругъ» в 2005 году записал альбом «Повесть об Азовском осадном сидении Донских казаков», состоящий из текста «Повести об Азовском осадном сидении донских казаков» и казачьих народных песен.
- Дмитрий Ильич Петров-Бирюк, повесть «Степные рыцари».